# Crooked River (Naskaupi River)
Der Crooked River oder Nipissiu-shipiss (Innu-Name) ist ein 58 km langer linker Nebenfluss des Naskaupi River in Labrador in der kanadischen Provinz Neufundland und Labrador.

## Flusslauf
Der Crooked River bildet den Abfluss des 242 m hoch gelegenen Sees Nipishish Lake (alternativer Name: Nipississ). Er fließt in überwiegend südlicher Richtung. Dabei weist er zahlreiche Stromschnellen auf. Er trifft schließlich auf den Naskaupi River, 2,6 km oberhalb dessen Mündung in den Grand Lake. Das Einzugsgebiet des Crooked River umfasst 2391 km². In dem durchflossenen Gebiet gibt es Wälder aus Schwarz-Kiefer und Balsam-Tanne.

## Flussfauna
Im Flusssystem des Crooked River kommen folgende Fischarten vor. Catostomus commersonii (white sucker), Catostomus catostomus (longnose sucker), Bachsaibling, Wandersaibling, Atlantischer Lachs (Süßwasserform Ouananiche).